# Rolo (Italia)
Rolo es un municipio situado en el territorio de la provincia de Reggio Emilia, en Emilia-Romaña (Italia).
Fue capital de un pequeño condado independiente desde 1380 a 1766, cuando pasa a dominio imperial.
Mediante tratado firmado en Viena en 1850 fue incluido en el Ducado de Modena. 

## Demografía
| Gráfica de evolución demográfica de Rolo entre 1861 y 2001 |
|                                                            |
| Fuente ISTAT - elaboración gráfica de Wikipedia            |